# Jelena Ivezić
Jelena Ivezić, née le 17 mars 1984 à Slavonski Brod, dans la République socialiste de Croatie, est une joueuse croate de basket-ball. Elle évolue au poste d'arrière.

## Biographie
À l'été 2012, l'internationale croate rejoint le club turc de Ceyhan Belediyesi. elle reste dans ce pays l'année suivante mais pour le club d'Homend Antakya avec lequel elle ne dispute que l'Eurocoupe. En fin d'année 2013, elle revient ŽKK Novi Zagreb où elle a des statistiques de 16,8 points, 5,1 rebonds, 3,7 passes décisives, 5,2 balles perdues per game in Middle European League and 16,7 points, 5,8 rebonds, 4,9 passes décisives and 3,4 balles perdues en championnat, où Zagreb perd en finale face à Medvescak. en juin 2014, elle signe pour le finaliste du championnat italien italien Virtus Eirene Raguse. Ses statistiques y sont de 8,5 points et 4,0 rebonds en championnat. Pour 2015-2016, elle rejoint un autre club italien, Saces Dike Napoli, qualifié pour l'Eurocoupe.